# John A. Keel
John A. Keel, född 25 mars 1930 i Hornell, död 3 juli 2009  var en ufolog, parapsykolog och journalist som bodde i New York, USA.
John Keel är en av de mest lästa författarna inom ufologin sedan tidigt 1970-tal. Även om hans egna teorier om UFOn har utvecklats sedan mitten på 1960-talet, så är han fortfarande en av de mest originella forskarna. Det var Keels andra bok, "UFOs: Operation Trojan Horse" (1970) som förändrade synen på UFO:n. Den förklarar att många aspekter av UFO:n, speciellt närkontakter, liknar de från legender och myter om älvor och demoner från medeltiden. Keel menade även att det finns en direkt relation mellan UFO:n och psykiska fenomen och demonologi.[källa behövs]
Keel blev inspirerad av författare som Charles Fort, Ivan Sanderson och Aimé Michel då han under 1966 blev utredare av UFO:n och paranormala fenomen. Under fyra år intervjuade Keel tusentals människor i över tjugo delstater i USA. Över 2000 böcker blev utvärderade under utredningen, samt tusentals tidningar och nyheter. Keel skrev upp sig på en så kallad nyhets-klippning, där han kunde få in specifika artiklar om UFO:n och liknande. Under "UFO-vågen" 1966/1967 kunde han få in upp till 150 artiklar på en dag.
Liksom andra forskare och utredare, som J. Allen Hynek och Jacques Vallee, hoppades Keel på att kunna lösa eller validera den "utomjordiska hypotesen" – en hypotes som beskriver att UFO:n och eventuella närkontakter är fysiska varelser och maskineri från en annan planet. Men redan efter ett år av utredning så gick det inte att validera den hypotesen. Hynek och Vallee kom eventuellt fram till samma slutsats.[källa behövs]
Keel skrev själv (översatt), "jag övergav den utomjordiska hypotesen år 1967 då min egen utredning öppnade en förvånansvärd koppling mellan psykiska fenomen och UFOs... Objekten och uppenbarelserna behöver nödvändigtvis inte komma ifrån en annan planet och kanske inte heller existerar som permanenta materiella konstruktioner. Det är mer troligt att vi ser vad vi vill se och tolkar sådana visioner enligt vår nuvarande tro/uppfattning." 
Keel menar med att en icke-mänsklig eller spiritualistisk intelligent källa har påverkat händelser över en lång tidsperiod i syfte att propagera och förstärka vissa uppfattningar. Till exempel tron på älvor under medeltidens Europa, legender om vampyrer, rapporter om mystiska luftskepp från 1897, mystiska flygplan under 1930-talet, mystiska helikoptrar, främmande varelser, poltergeist-fenomen, ljusbollar och UFO:n. Men i slutändan är alla dessa fenomen en täckmantel för det riktiga fenomenet. Keel intog ingen position kring vad fenomenets yttersta syfte är, mer än att det har ett långt intresse av att ha kontakt med människan.  
Keels bok The Mothman Prophecies redovisade hans utredning år 1967 av en människoliknande varelse med vingar och lysande ögon, kallad Mothman, som hade setts av människor i och runtom Point Pleasant, West Virginia (USA). Det kom en film 2002, The Mothman Prophecies, som var svagt baserad på boken och med Richard Gere i huvudrollen. Både Keel och hans kompanjon Loren Coleman finns med på dokumentären till filmen, Search for the Mothman (Jakten på Mothman), som kan hittas i specialutgåvan av DVD:n till filmen.  
Många av Keels böcker finns inte längre i tryck, dock går de att hitta för högre pris bland samlare. Hans böcker sålde ganska bra förut och kom i tryck flera gånger.[källa behövs]
Precis som många andra kontroversiella författare inom ufologin har Keel fått lite omtanke av akademiker och "mainstream"-ufologer. Det finns dock undantag: Jerome Clark anser att Keel är en av de mest upplysta UFO-författarna. Keels arbete har även fått honom nämnd i David J. Huffords banbrytande bok The Terror That Comes In The Night, en klassisk studie från 1982 om sömnparalys i olika kulturer. Hufford noterade i Keels bok från 1970, Strange Creatures From Time and Space, hur lika paralyseringen var mellan folk som sade sig ha besök av UFO under natten och sömnparalys; Keel ansåg att dessa "besökare" kan vara "overkliga visioner".

## Böcker
- Jadoo (1957)
- UFOs: Operation Trojan Horse (1970)
- Strange Creatures From Time and Space (1970)
- Our Haunted Planet (1971)
- The Flying Saucer Subculture (1973)
- The Mothman Prophecies (1975)
- The Eighth Tower (1975)
- Disneyland of the Gods (1988)
- The Complete Guide to Mysterious Beings (1994) (ny version av Strange Creatures from Time and Space)